# Крестовоздвиженский монастырь (Муром)
Крестовоздви́женский монасты́рь — женский монастырь Муромской епархии Русской православной церкви, расположенный в городе Муроме, на левом берегу реки Оки.

## История
Агиографический памятник древнерусской литературы «Повесть о Петре и Февронии Муромских», написанный Ермолаем Еразмом в XVI веке, упоминает Крестовоздвиженский женский монастырь как уже существовавший в начале XIII века, в период княжения князя Муромского Давыда Юрьевича. Согласно повести, именно в этом монастыре князь чудесным образом обрёл «Агриков меч», с которым противостоял дьявольским силам.
Существует предположение, что именно в этой обители приняла схиму с именем Евфросиния супруга князя Феврония. Кроме того, согласно преданию, монастырь был заложен над легендарным озером Кстово (от слова «кстить» -«крестить»), где некогда крестил народ муромский святой князь Константин.
Неизвестно, в какое время Крестовоздвиженский храм монастыря был обращён в приходской, но его ещё долго упоминали как «бывший монастырский». Именно так упоминают храм жалованные грамоты царя Ивана IV, а также Михаила Фёдоровича от 1627 года . В источниках XVII века церковь уже именуется «мирским строением».
В 1797 году на средства муромского купца Антонова деревянный храм был перестроен в каменный с типичной для того времени архитектурой: вытянутый двусветный четверик, завершённый четырёхскатной кровлей и одним куполом; к четверику примыкала трапезная часть с колокольней. В трапезной части были освящены два дополнительных придела — в честь Покрова Пресвятой Богородицы и святителя Иоанна Милостивого. В 1831 году трапезная часть была расширена.
Богослужения в храме совершались до 1929 года, а в 1930-х храм взорвали.
В 1998 году, в день Петра и Февронии, на месте взорванного храма был установлен поклонный крест, а в 2009 году началось строительство нового храма, в котором силами сестёр Свято-Троицкого монастыря возобновлена монашеская жизнь.